# Anegang

De Anegang tussen 1953 en 1955

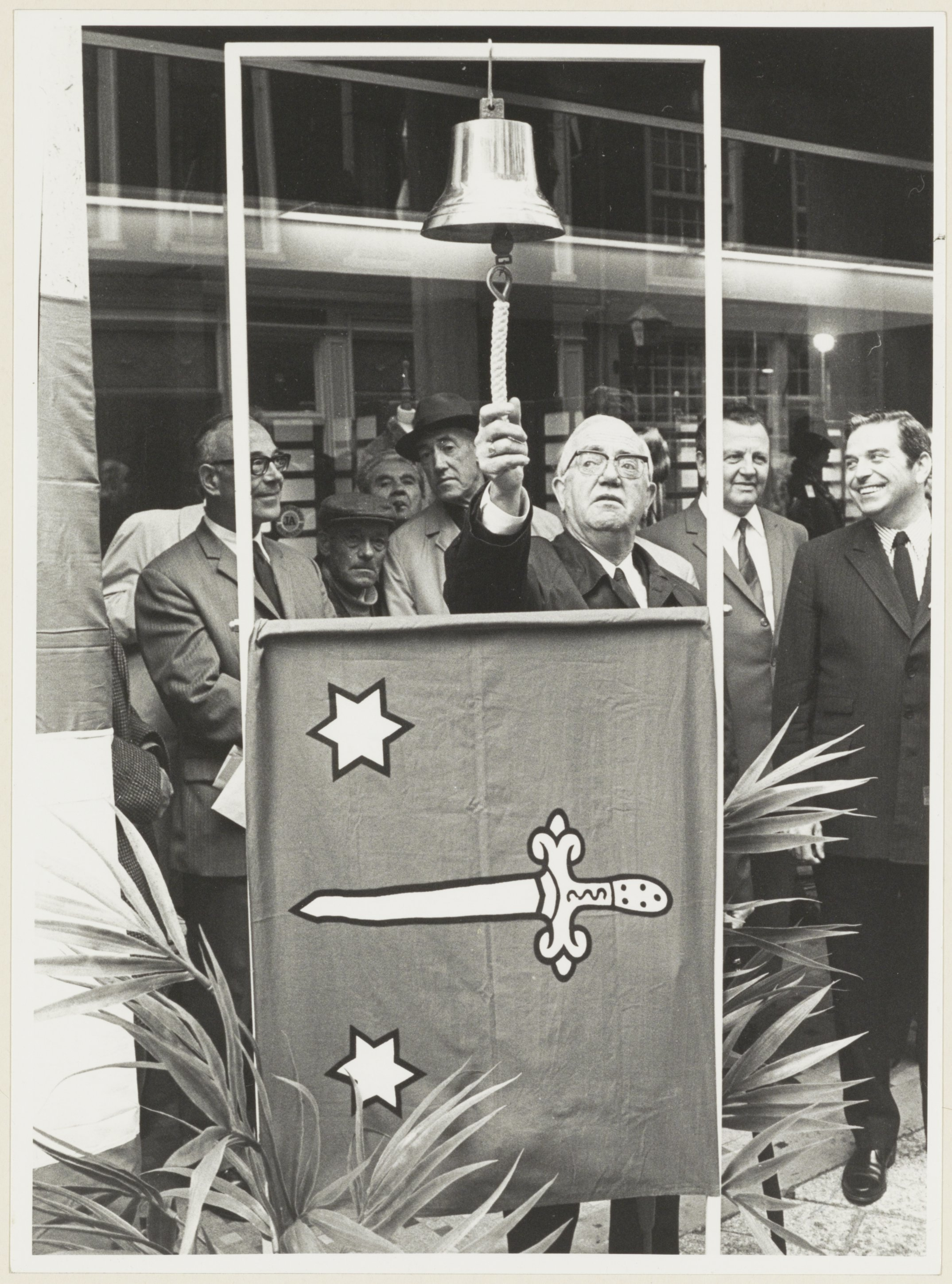
Wethouder W. van Liemt luidt de bel en opent daarmede de Anegang als voetgangersgebied.

De Anegang is een winkelstraat in de Binnenstad van Haarlem. De straat verbindt de Grote Houtstraat met de Kleine Houtstraat, Lange Veerstraat en de Hoogstraat. Tevens komen de Schagchelstraat, Warmoesstraat en Frankestraat uit op deze straat.
De Anegang behoort tot De Gouden Straatjes en vormde de zuidelijke grens van het Karmelietenklooster.
Omstreeks 1970 werd de straat een voetgangersgebied.
In de straat is onder andere een filiaal gevestigd van Xenos, Søstrene Grene, Action en Dille & Kamille.